# Nomada aquilarum
Nomada aquilarum är en biart som beskrevs av Cockerell 1903. Nomada aquilarum ingår i släktet gökbin, och familjen långtungebin. Inga underarter finns listade i Catalogue of Life.